# Pentace oligoneura
Pentace oligoneura är en malvaväxtart som beskrevs av Otto Warburg. Pentace oligoneura ingår i släktet Pentace och familjen malvaväxter. Inga underarter finns listade i Catalogue of Life.